# Mikhail Bakunin
 Denne artikel omhandler den russiske agitator og revolutionær. Opslagsordet har også en anden betydning, se Mikhail Bakunin (Lost).
Mikhail Bakunin (russisk: Михаи́л Алекса́ндрович Баку́нин, tr. Mikhaíl Aleksándrovitj Bakúnin; født 30. maj 1814 i Prjamukhino i Novotorsjskij ujesd, Tver guvernement, Det Russiske Kejserrige, død 1. juli 1876 i Bern, Schweiz) var en russisk agitator og revolutionær og en af anarkismens hovedskikkelser.
Bakunins baggrund var den russiske landadel, og han indledte en karriere som officer, som han afbrød i 1838; han studerede fra 1841 i Berlin, Dresden, Paris og Bruxelles. Her lærte han Hegels, Marx' og Proudhons ideer at kende og påbegyndte sit arbejde for at fremkalde en omvæltning i Rusland. Ledede 1848 opstanden i Dresden, hvorefter Østrig udleverede ham til Rusland, hvor han blev deporteret til Sibirien; flygtede 1861 fra Amurlandet på et amerikansk skib til Japan og herfra via USA til Europa. Her deltog han i forskellige aktiviteter i både Schweiz, Italien , Polen og i London, hvor han tilsluttede sig 1. Internationale, hvorfra han dog blev ekskluderet i 1872  på grund af sine anarkistiske synspunkter.

## Hovedpunkterne i Bakunins program
1. Afskaffelse af arv,
2. Lige rettigheder for kvinder og mænd,
3. Fælleseje af jord, kapital og produktionsredskaber,
4. En føderativ organisering af samfundet baseret på frie fagforeninger, sluttet sammen i kommuner, der igen er sluttet sammen i større enheder,
5. Afskaffelse af staten
6. Opløsning af den borgerlige familie og ægteskabslovgivningen. Børn skal ikke være forældrenes ejendom, men tilhøre det frie fællesskab.

Litteratur på dansk
Bakhunin, Michail (1977): Gud og staten. EAH